# Paramecyna
Paramecyna is een kevergeslacht uit de familie van de boktorren (Cerambycidae). De wetenschappelijke naam van het geslacht werd voor het eerst geldig gepubliceerd in 1908 door Aurivillius.

## Soorten
Paramecyna omvat de volgende soorten:
- Paramecyna delkeskampi Breuning, 1960
- Paramecyna kaszabi Breuning, 1967
- Paramecyna strandiella Breuning, 1940
- Paramecyna variegata Breuning, 1940
- Paramecyna x-signata Aurivillius, 1910